# جامعة المستقبل (السودان)
جامعة المستقبل، المعروفة سابقاً باسم كلية كمبيوترمان، هي أول جامعة متخصصة في المجالات المتعلقة بتقنيات المعلومات والاتصالات في السودان. منذ إنشائها في عام 1991 ككلية كمبيوترمان، تم اعتبارها -على المستوى الإقليمي- كأول كلية تقدم برنامج تقنية المعلومات، -وعلى المستوى القطري- كأول كلية تقدم برنامج هندسة الحاسوب، وثاني كلية تقدم برامج هندسة الاتصالات والهندسة المعمارية والتصميم. تم ترفيعها إلى درجة جامعة في آب/أغسطس 2010 من قبل وزارة التعليم العالي والبحث العلمي في السودان. الجامعة تتبنى نظام الساعات المعتمدة في عمليتها التعليمية، مما يجعلها واحدة من أولى المعاهد التعليمية لتنفيذ هذا النظام في السودان. وهي أيضا أول مؤسسة أكاديمية خاصة في السودان تستضيف كرسي لليونسكو. حالياً، جامعة المستقبل تحتوي على سبع كليات، وكل كلية تحتوي على عدد من البرامج (بعضها يجري تدريسه والبعض الآخر قيد الطرح).

## التاريخ

### عن المؤسس
الدكتور أبوبكر مصطفى محمد خير هو مؤسس جامعة المستقبل والرئيس الحالي لمجلس الأمناء. تحصل الدكتور أبوبكر على بكالوريوس في الهندسة الكهربائية، هندسة الحاسب الآلي (جامعة بلغراد، 1970)، وماجستير في تقنيات الحاسب الآلي، نظم الحاسب الآلي (الجامعة الأمريكية)، والعلوم التطبيقية في الهندسة، (جامعة جورج واشنطن، الولايات المتحدة 1975)، ودكتوراة في إدارة نظم المعلومات (جامعة جورج واشنطن، الولايات المتحدة). وقد أخذ دورات تدريبية في مركز التدريب في الخرطوم عام 1986، وأيضا في المملكة العربية السعودية في مجال سياسات الحاسب الآلي. الجدير بالذكر أن الدكتور أبوبكر مصطفى هو رئيس مجلس الأمناء، بينما الدكتور الطيب مصطفى تم اختياره ليكون أول رئيس لجامعة المستقبل بعد ترفيعها.

### السنين الأولى

الشعار الرسمي السابق لكلية كمبيوترمان

رافق تأسيس كلية كمبيوترمان القفزة الهائلة في مجال تقنية المعلومات الذي شهدها العالم. وانعكس تأثير هذا التطور في الهياكل الإدارية والاقتصادية في السودان ودول أخرى كذلك. وبالتالي، ظهرت مفاهيم جديدة مثل: العولمة، مجتمعات المعرفة، التجارة الإلكترونية والحكومة الإلكترونية.
خلال هذه الحقبة، شرعت كلية كمبيوترمان في خطة إستراتيجية لتقديم ثلاثة برامج في تقنية المعلومات، هندسة الحاسوب وعلوم الحاسوب. ثم تبع ذلك طرح برامج هندسة الاتصالات والهندسة المعمارية والتصميم. في السنوات الأولى من افتتاح كلية كمبيوترمان، كانت وما زالت تتواجد في المباني الحالية والتي يناهز عمرها الـ 20 سنة، ومع ذلك فإن الحرم الجامعي الجديد لجامعة المستقبل يجري بناؤه حالياً، على الرغم من أنه لا يزال من غير الواضح متى سيتم الانتهاء منه.

### من CMC إلى FU

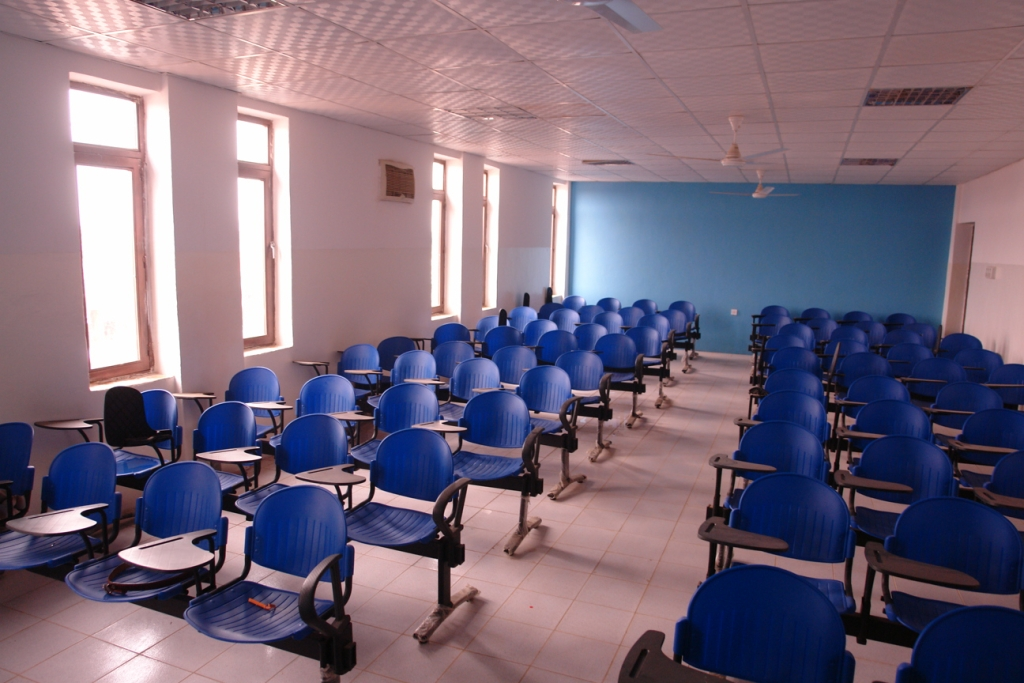
قاعة محاضرات في جامعة المستقبل

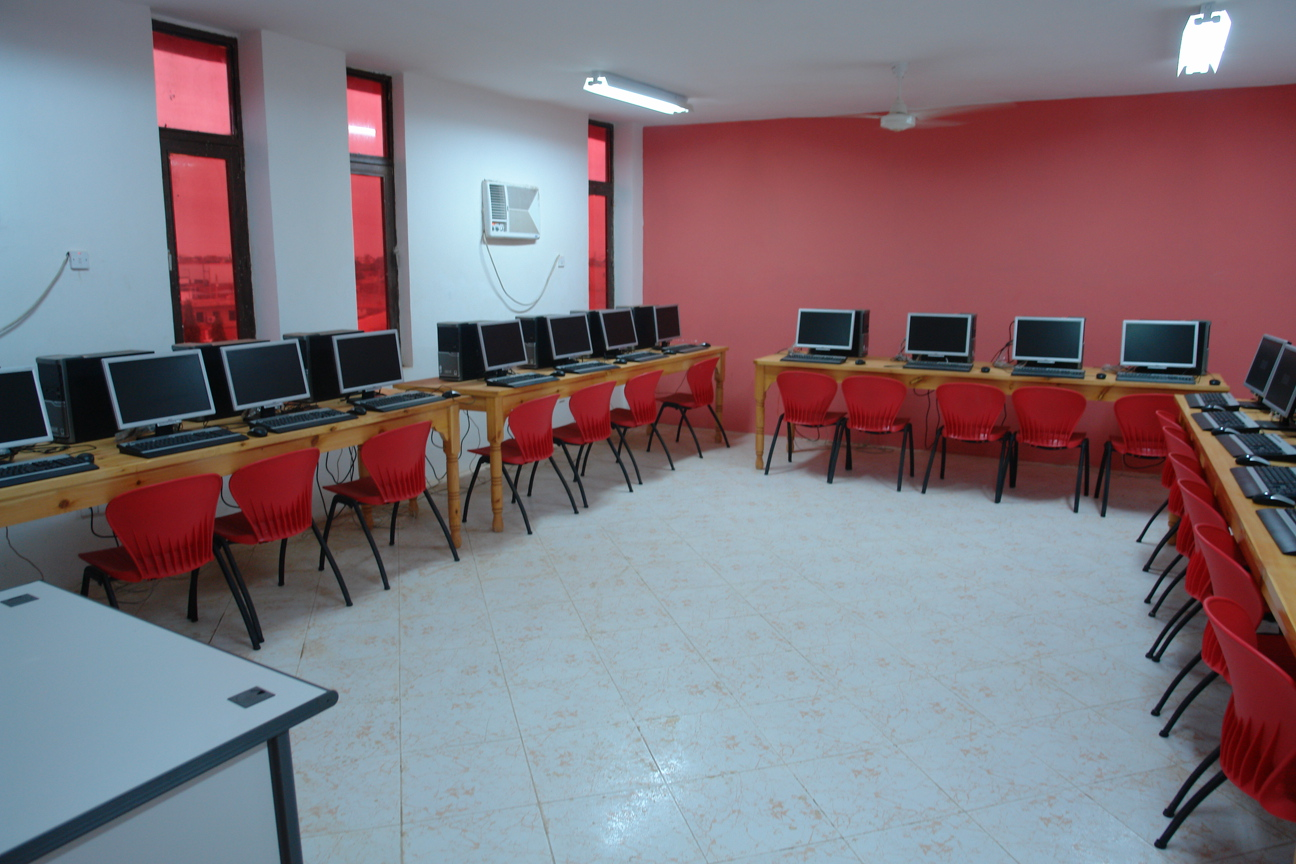
معمل حاسوب في جامعة المستقبل

مرت عملية تحويل كلية كمبيوترمان إلى جامعة المستقبل بمراحل عديدة. وقد تم تقديم الطلب لترفيع الكلية إلى جامعة لوزارة التعليم العالي والبحث العلمي ثلاث مرات؛ المرة الأولى قبل 15 عاماً، أما بالنسبة للمرة الثانية، فكونت عدة لجان للنظر في الاقتراح والموافقة عليه والتحقق من حالة كلية كمبيوترمان إذا كانت منشأة تعليمية جيدة مع كافة المحتويات والمتطلبات للجامعات العصرية بما في ذلك المناهج، الموظفين، المهارات، التقنيات، الأداء وجميع تاريخها الماضي للتأكد من أنها تستحق أن يرفع مستواها لجامعة.
وتمت بعد ذلك الموافقة من قبل قسم القطاع الخاص في الوزارة، التي قدمت بدورها تقريراً إلى المجلس الأعلى. وفي هذا الشأن، تم تعيين لجنة أخرى للاطمئنان على مفاهيم تطوير الكلية مع الرؤية المقترحة بما في ذلك القواعد واللوائح التي وضعتها وزارة والتعليم العالي والبحث العلمي. عندما عاد المقترح إلى الوزارة، وجه طلب إلى عمر البشير، رئيس جمهورية السودان للموافقة عليه، وإثر موافقته عليه ذهب المقترح إلى وزارة العدل السودانية للتحقق من المشروع وضمان تطبيق القوانين من قبل جميع أقسام الجامعة الجديدة. بعد ذلك، تم نقله إلى مجلس وزراء السودان ليراجعه، ولكي يجيب الوزير وممثليه على الأسئلة المتعلقة به.
بعد موافقة مجلس الوزراء، ذهب المقترح إلى البرلمان ومن ثم إلى عمر البشير، رئيس جمهورية السودان مرة أخرى للتوقيع النهائي عليه. في نهاية المطاف، كان يتعين تقديم رئيس الجامعة ورئيس مجلس أمناء الجامعة لسيرتيهما الذاتية. في صباح اليوم التالي للموافقة وترفيع الكلية إلى جامعة رسمياً، ذكر العديد من الطلبة أنهم فوجئوا عندما جاءوا إلى الكلية؛ لأنهم رأوا لافتة جديدة في مدخل الجامعة مكتوب عليها «جامعة المستقبل» بدلاً من اللافتة القديمة «كلية دراسات الحاسبات الآلية (كمبيوترمان)». في ذلك اليوم، تم ذبح جمل وعدد من الخراف داخل الحرم الجامعي، وقسمت اللحوم للفقراء كصدقة «كرامة»، وذلك لشكر نعمة الله لأن الكلية تمت ترقيتها إلى جامعة. «حسب قول رئيس الجامعة».

## الكليات
- كلية تقنية المعلومات
- كلية علوم الحاسوب
- كلية الاتصالات وتقنيات الفضاء
- كلية الهندسة
- كلية المعمار
- كلية نظم المعلومات الجغرافية
- كلية الفنون والتصميم
- كليه الهندسةالطبية(معدات طبية)

## مراكز الجودة
- مركز تقنيات الفضاء
- مركز الرخصة الدولية لقيادة الحاسب الآلي (ICDL)
- خريجو الجامعة (FU Alumni)
- كرسي اليونسكو/كوستو لتقنيات البيئة
- مركز التعليم الإلكتروني وتطوير البرمجيات (CESD)

## البرامج المطروحة حالياً
يبين الجدول أدناه قائمة بمختلف البرامج والشهادات المطروحة حالياً في جامعة المستقبل.
| البرنامج                           | الدرجة العلمية | المدة (فصل دراسي) | تاريخ الطرح | الرمز |
| ---------------------------------- | -------------- | ----------------- | ----------- | ----- |
| تقنية المعلومات                    | بكالوريوس      | 10                | 1992/1991   | IT    |
| علوم الحاسوب                       | بكالوريوس      | 10                | 1991/1991   | SCI   |
| هندسة الحاسوب                      | بكالوريوس      | 10                | 1992/1991   | ENG   |
| هندسة الاتصالات                    | بكالوريوس      | 10                | 2002/2002   | TCOM  |
| الهندسة المعمارية والتصميم         | بكالوريوس      | 10                | 2003/2002   | ARCH  |
| الوسائط المتعددة الإبداعية         | بكالوريوس      | 10                | 2009/2008   | CMM   |
| هندسة المعرفة                      | بكالوريوس      | 10                | 2009/2008   | KE    |
| إدارة المعرفة                      | بكالوريوس      | 10                | 2009/2008   | KM    |
| نظم المعلومات الجغرافية            | بكالوريوس      | 10                | 2009/2008   | GIS   |
| هندسة الإلكترونيات                 | بكالوريوس      | 10                | 2009/2008   | ELEC  |
| الهندسة الطبية والحيوية            | بكالوريوس      | 10                | 2012/2011   | BME   |
| هندسة الميكانيكا الالكترونية       | بكالوريوس      | 10                | 2012/2011   | MECHA |
| تقنية المعلومات                    | دبلوم          | 6                 | 1992/1991   | DIT   |
| هندسة الاتصالات                    | دبلوم          | 6                 | 2005/2004   | DTCOM |
| تقنية التجارة الإلكترونية          | دبلوم          | 6                 | 2005/2004   | -     |
| تقنية معلومات التجارة والمحاسبة    | دبلوم          | 6                 | 2005/2004   | -     |
| تصميم مواقع الإنترنت               | دبلوم          | 6                 | 2005/2004   | -     |
| التعليم الإضافي والمستمر           | شهادة          | 1                 | 1994/1994   | -     |
| الرخصة الدولية لقيادة الحاسب الآلي | شهادة          | 1                 | 1994/1993   | ICDL  |

## العلاقات العالمية

### الانتسابات
- اليونسكو
- مجتمع كوستو
- وكالة الفضاء البرازيلية
- اتحاد الجامعات العربية

### العلاقات مع الجامعات العالمية
- جامعة ملتيميديا، ماليزيا
- جامعة يونيتار، ماليزيا
- جامعة ليمكوك وينج، ماليزيا
- جامعة نيتونو، إيطاليا
- المركز الدولي للفيزياء النظرية، إيطاليا
- جامعة لينكوبنج، السويد
- جامعة برازيليا، البرازيل
- جامعة ريو جراند، البرازيل
- الجامعة النرويجية للعلوم والتقنية، النرويج
- جامعة ترومسو، النرويج
- جامعة أوسلو، النرويج
- جامعة تينيسي، الولايات المتحدة الأمريكية
- جامعة بوسطن، الولايات المتحدة الأمريكية
- معهد كاليفورنيا للتقنية، الولايات المتحدة الأمريكية

## نظام الساعات المعتمدة في الدراسة

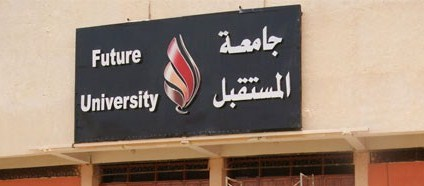
لافتة جامعة المستقبل في المدخل الرئيس للجامعة

جامعة المستقبل -ومنذ إنشائها ككلية كمبيوترمان- تبنت تنفيذ نظام الساعات المعتمدة لتوجيه العملية التعليمية. هذا النظام يهدف إلى دمج الهيئات المختلفة للجامعة في وحدة واحدة منسقة؛ الأمر الذي يسمح للأقسام الأكاديمية والإدارية والمالية بالعمل معاً في وئام والاستفادة من مرافق الجامعة والموظفين والبرامج الأكاديمية. نظام الساعات المعتمدة يأخذ بصورة رئيسية ثلاث وسائل لتطبيقه في جميع أنحاء العالم (نظام الفصلين، نظام الثلاثة فصول ونظام الربع). وقد اعتمدت جامعة المستقبل نظام الثلاثة فصول الدراسي الذي يقسم العام الدراسي إلى ثلاثة فصول دراسية (عموماً، الفصل الدراسي مدته 14 أسبوع بالإضافة إلى أسبوع واحد للامتحانات النهائية). ومع ذلك، بعد الترقية للجامعة قدمت بعض التعديلات على هذا النظام، التغيير الأكثر وضوحاً هو تفعيل الفصل الصيفي الذي هو عبارة عن فصل دراسي «مضغوط» في فترة 10 أسابيع بدلاً عن 14 أسبوعاً، واعتماد فترة الـ4 أسابيع المتبقية كعطلة. هذا الفصل الصيفي المضغوط يقع في الفصول الدراسية الثالث والسادس والتاسع.

## الشعار
الشعار الحالي لجامعة المستقبل كان الشعار الفائز في المسابقة التي أجرتها الجامعة فيما بين الطلاب والموظفين كذلك من أجل اختيار الشعار الرسمي الجديد لجامعة المستقبل التي ولدت حديثاً. وقد أجريت المسابقة من قبل قسم الوسائط المتعددة الإبداعية الذي تمثله الأستاذة غلوريا من الفلبين بعد أن اختارها رئيس الجامعة للإشراف على المسابقة. وشارك عدد كبير من الطلاب في مسابقة الشعار، والتي شملت أيضاً تصميم شعارات لكليات الجامعة المختلفة، ولكن عدد قليل من المشاركات تأهل للمرحلة النهائية. ثم تم بعد ذلك اختيار الشعار الحالي واعتماده ليكون الشعار الرسمي لجامعة المستقبل (بعد إجراء بعض التعديلات واللمسات عليه). وتم منح جوائز مالية للفائزين بالمركز الأول والثاني (1500 و 500 جنيه سوداني على التوالي) وكان الشعار الأول الفائز من تصميم داليا أحمد.

## المباني الجديدة

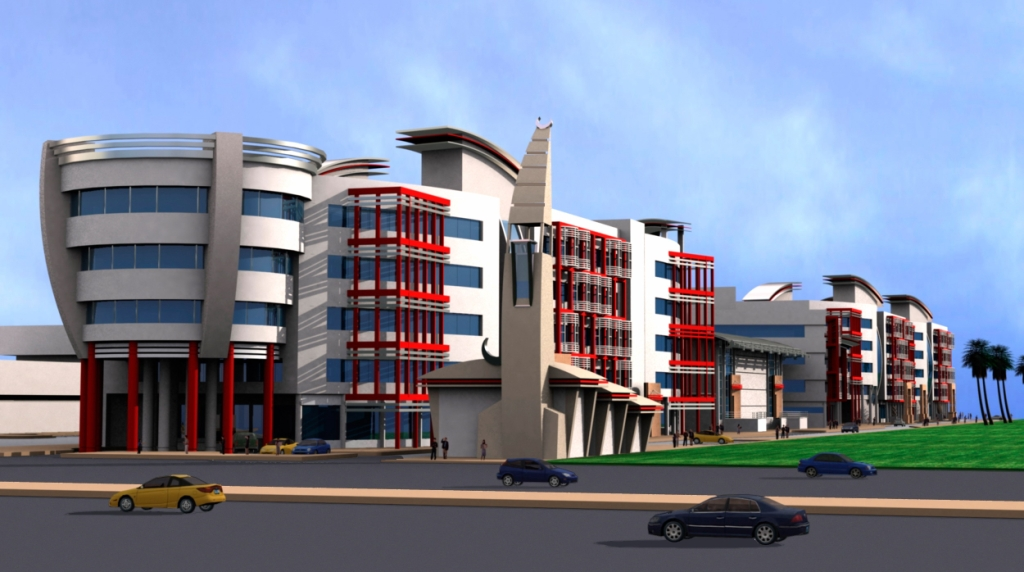

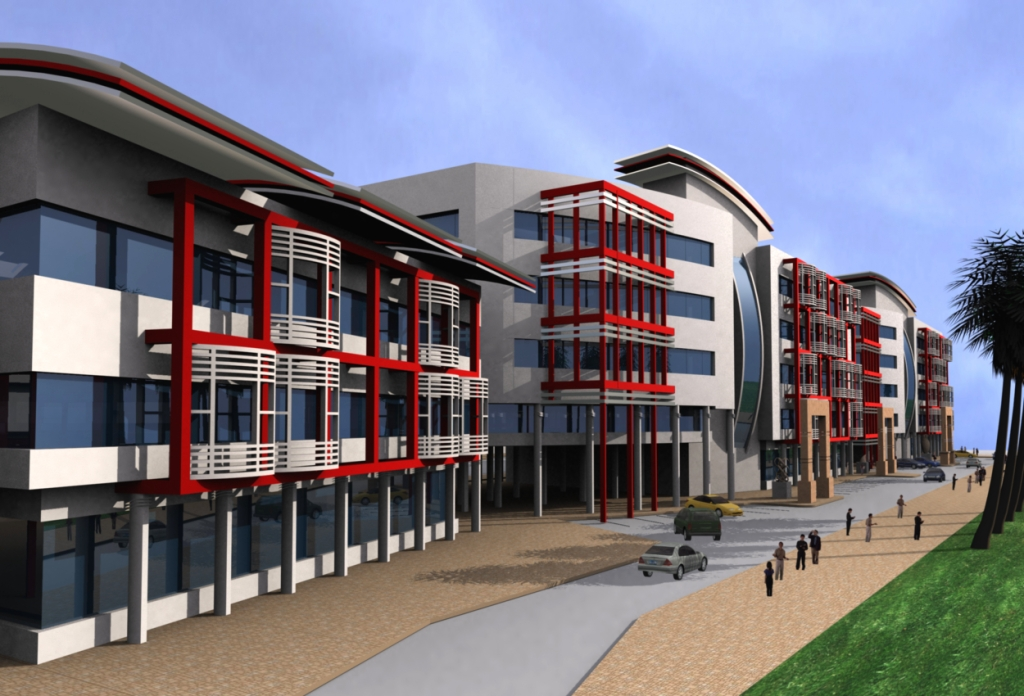

بدأت جامعة المستقبل مؤخراً في بناء الحرم الجامعي الجديد الذي يقع جنباً إلى جنب مع المباني القديمة والحالية. ويقال إن الحرم الجامعي الجديد سوف يحتوي على مرافق حديثة من غرف دراسة، مختبرات، قاعات ومكتبات، وتتسع لنحو 18,000 طالباً وطالبة. في عام 2006، تم شراء أرض الحرم الجامعي الجديد للكلية، والتي تقع في مساحة 20,000 متر مربع. يذكر أن تكلفة البناء والمعدات وتأثيث مبان الحرم الجامعي الجديد بأكملها تبلغ ما يقرب من 60 مليون دولار. ومع ذلك، فإن عملية البناء قد توقفت عدة مرات منذ أن بدأت لأسباب غير واضحة، وفي هذا الشأن فإن مؤسس الجامعة الدكتور أبو بكر مصطفى قد ذكر في مقابلة معه أنه يعتقد بأنه سيتم الانتهاء من المباني بأكملها، وتشييدها بصورة كاملة لتصبح جاهزة للاستخدام بحلول نهاية عام 2011.

## مشكلة الرقم الهندسي
نظرا لاتباع الجامعة لنظام الدراسة لثلاثة سنوات بالنسبة للمجالات الهندسية وهذا يخالف لوائح المجلس الهندسي التي تنص على ان يدرس المهندس خمس سنوات حتى يتم استخراج رقم هندسي له.

## اعتصام الطلاب عام 2006
قام الطلاب في العام 2006 بعمل اعتصام يطالبون فيه بعدة مطالبات منها تركيب أجهزة التكييف وتغير نظام الحرس بالجامعة ودام الاعتصام لمدة من الزمن وتحدي بين الطلاب والإدارة ولكن خضعت الجامعة لمطالب الطلاب ولبت جميع مطالبهم.[بحاجة لمصدر]

## وصلات خارجية
- الموقع الرسمي لجامعة المستقبل
- موقع وزارة التعليم العالي والبحث العلمي في السودان
- موقع اتحاد الجامعات العربية